# 平福 (津山市)
平福（ひらふく）は岡山県津山市にある地名。郵便番号は708-0872。

## 地理
吉井川の南、皿川の西に位置する。

### 河川
- 吉井川
- 皿川

## 歴史

### 沿革
- 1872年 - 古城村東分、古城村西分が合併、古城村となる。
- 1876年 - 古城村、暮田村が合併、平福村となる。
- 1889年6月1日 - 町村制施行に伴い、久米南条郡平福村が同郡一方村、井口村、大谷村、北村、皿村、高尾村、中島村、福田村と合併し、佐良山村となる。平福村は大字平福となり、役場が置かれる。
- 1900年4月1日 - 久米南条郡が久米北条郡と合併し、久米郡となる。
- 1901年4月1日 - 佐良山村大字大谷が福岡村へ編入される。
- 1941年2月11日 -久米郡佐良山村が苫田郡東苫田村とともに津山市へ編入される。

## 世帯数と人口
2021年（令和3年）1月1日現在の世帯数と人口は以下の通りである。
| 町丁 | 世帯数  | 人口    |
| ---- | ------- | ------- |
| 平福 | 702世帯 | 1,597人 |

## 小・中学校の学区
市立小・中学校に通う場合、学区は以下の通りとなる。
| 番地 | 小学校               | 中学校               |
| ---- | -------------------- | -------------------- |
| 全域 | 津山市立佐良山小学校 | 津山市立津山西中学校 |

## 交通

### 道路
- 国道53号

## 施設
- 岡山トヨペット - 松竹梅53
- 津山医療生活協同組合本部
- コメリホームセンター津山店
- 佐良山公民館
- 総社タイヤ津山営業所